# Cyclosemia
Cyclosemia is een geslacht van vlinders van de familie dikkopjes (Hesperiidae), uit de onderfamilie Pyrginae.

## Soorten
- C. anastomosis Mabille, 1878
- C. earina (Hewitson, 1878)
- C. herennius (Stoll, 1782)
- C. lathaea (Hewitson, 1878)
- C. leppa Evans, 1953
- C. lyrcaea (Hewitson, 1878)
- C. pedro Williams & Bell, 1940